# 小行星4531
小行星4531（英語：4531 Asaro）是一颗围绕太阳公转的小行星。1985年3月20日，卡罗琳·舒梅克在帕洛马山发现了此天体。
这颗小行星的绝对星等为143.2056388007967等。